# Philinopsis pilsbryi
Philinopsis pilsbryi is een slakkensoort uit de familie van de Aglajidae. De wetenschappelijke naam van de soort is voor het eerst geldig gepubliceerd in 1900 door Eliot.